# Miromantis
Miromantis es un género de la subfamilia Tropidomantinae.

## Especies
M. indica - M. mirandula - M. thalassina - M. yunnanensis